# Asedio de Heidelberg (1622)
El asedio de Heidelberg, que terminó con la toma de la ciudad por parte de tropas españolas y del Sacro Imperio, tuvo lugar entre el 23 de julio y el 19 de septiembre de 1622. La ciudad de Heidelberg, capital del Electorado del Palatinado, fue el escenario del enfrentamiento entre un ejército hispano-imperial liderado por Johann Tserclaes, conde de Tilly, y Gonzalo Fernández de Córdoba y Cardona contra las fuerzas anglo-protestantes de Federico V del Palatinado, que estaban al mando de Gerard Herbert y Horace Vere durante la campaña del Palatinado, en el contexto de la guerra de los Treinta Años. El 16 de septiembre, Heidelberg fue tomada al asalto y el castillo de la ciudad se rindió tres días después a las tropas atacantes.

## Contexto histórico
En 1620, el comandante de los ejércitos españoles, Ambrosio Spínola, adoptó las tácticas fabianas con la esperanza de desgastar al enemigo hasta que la proximidad del invierno obligara a los ingleses y sus aliados a mantenerse dentro de sus cuarteles. Vere distribuyó a sus hombres entre los tres bastiones más importantes del Palatinado. Él ocupó Mannheim, a Herbert lo destinó al castillo de Heidelberg y Burroughs se ocuparía de la defensa de Frankenthal.
En mayo de 1621, la Unión Protestante quedó disuelta y las guarniciones inglesas perdieron toda esperanza de recibir ayuda. Ese año los gobernadores británicos no recibieron grandes presiones. Recién comenzado el año 1622, la guarnición de Vere en Mannheim recibió una visita del destronado Federico V del Palatinado, quien junto con Ernesto de Mansfeld había detenido momentáneamente al ejército imperial del conde de Tilly en la batalla de Mingolsheim librada en abril. Sin embargo, unas semanas después el conde católico, reforzado por el ejército español de Gonzalo Fernández de Córdoba y Cardona, infligió varias derrotas a los protestantes y les arrebató numerosas localidades alemanas. Finalmente, en el mes de junio Federico V tuvo que abandonar Mannheim.

## Asedio de Heidelberg

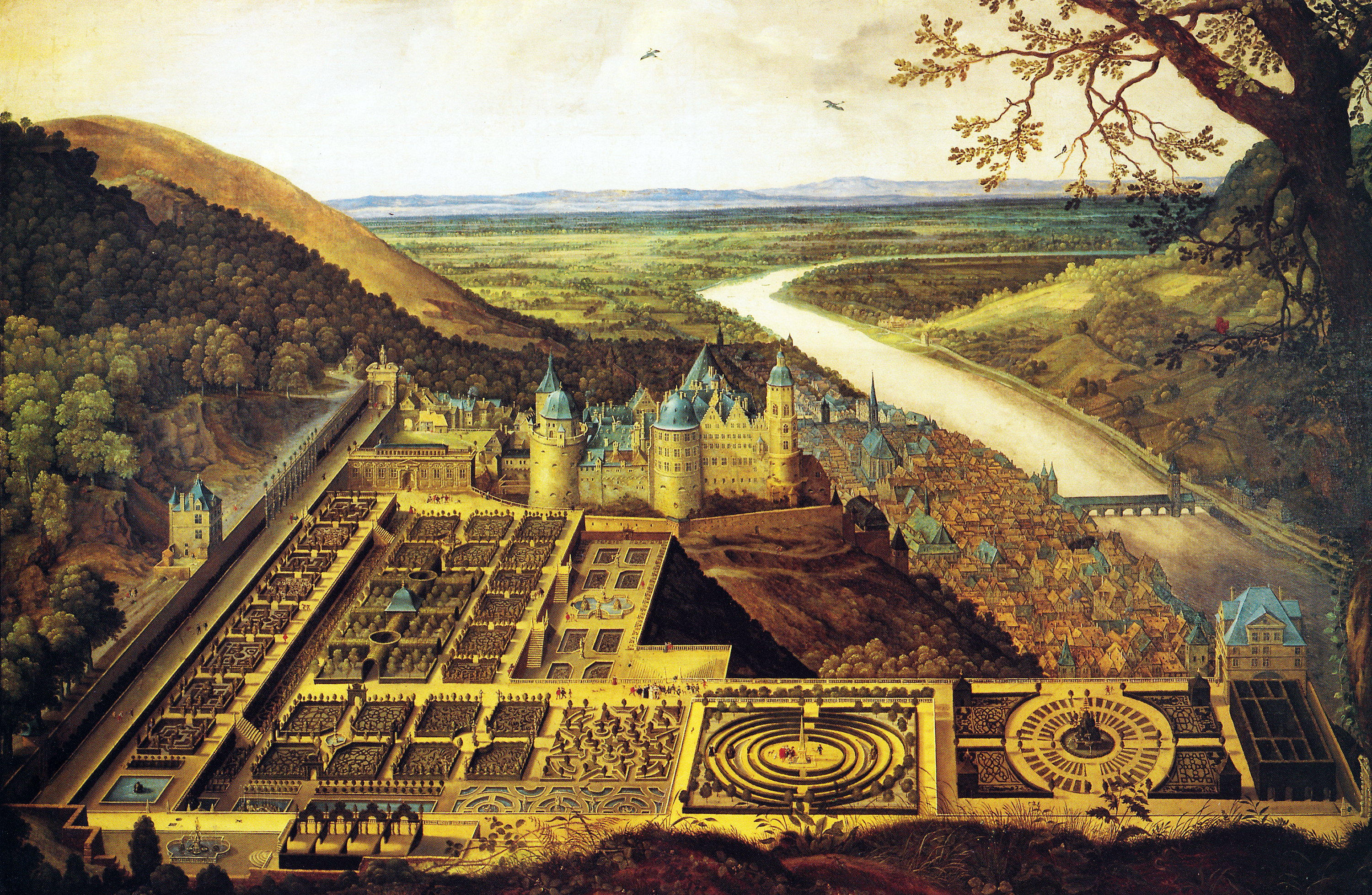
El castillo de Heidelberg y el Hortus Palatinus encargado por Federico V del Palatinado, diseñado por el jardinero inglés Íñigo Jones y el ingeniero francés Salomon de Caus.

Las guarniciones inglesas estaban entonces rodeadas por las fuerzas hispano-imperiales dirigidas por Tilly y Córdoba. Vere decidió resistir, aunque sabía que su situación militar era desesperada. Las fuerzas protestantes combinadas, que ya ascendían a 25 000 hombres, se posicionaron en la orilla occidental del río Rin. Heidelberg fue sitiada por las tropas católicas y, a pesar de resistir durante once largas semanas, cayó el 19 de septiembre de 1622. Durante la toma de la ciudad, el comandante inglés de las fuerzas protestantes, Herbert, resultó mortalmente herido.

## Repercusiones

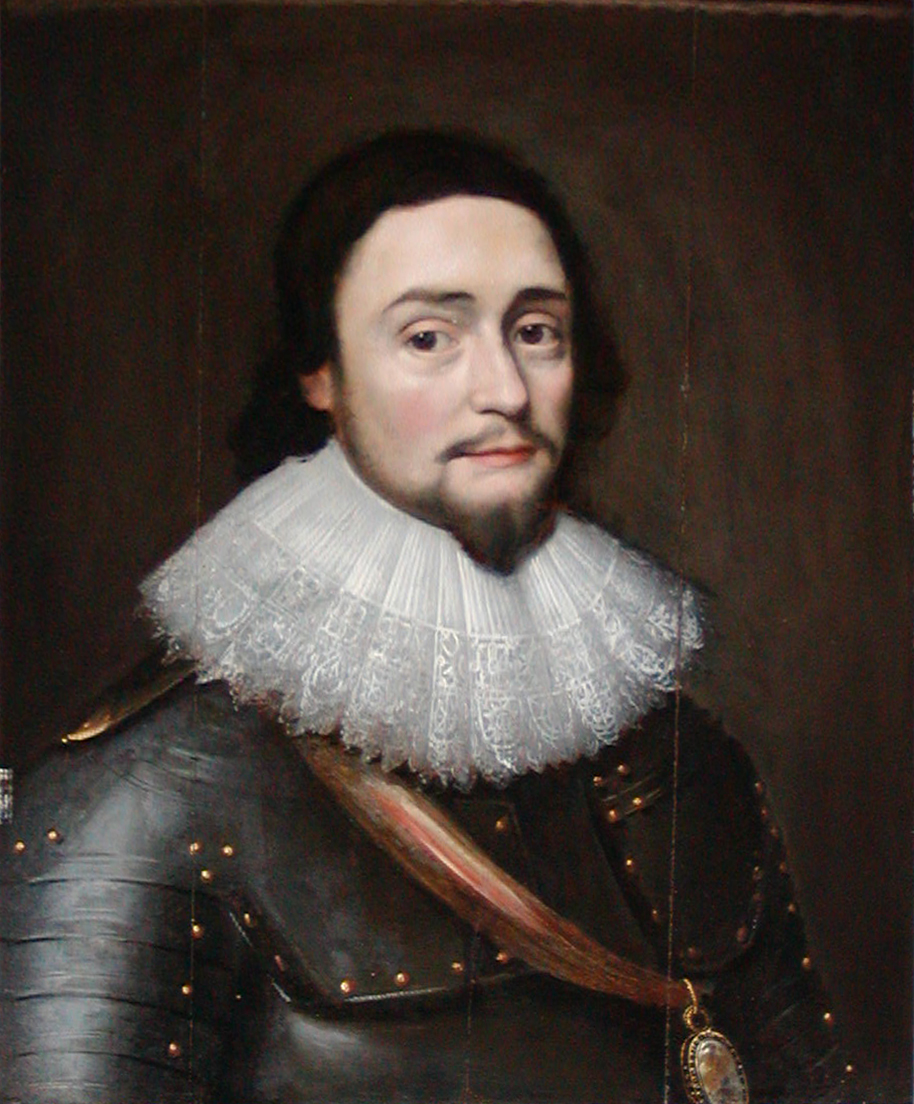
Federico V del Palatinado, por Michiel Jansz. van Mierevelt.

El avance español era imparable, y después de la caída de Heidelberg y la infructuosa defensa protestante de Mannheim. Finalmente, las fuerzas defensivas anglo-protestantes bajo el mando de Vere, tras una lucha fútil, fueron derrotadas y capitularon el 2 de noviembre de 1622. Tan sólo la localidad de Frankenthal, defendida por los hombres de Burroughs, permaneció fiel a Federico V, Elector Palatino, aunque sólo hasta el 20 de marzo de 1623, el tiempo que tardaron en tomarla los españoles, que de esta manera se hicieron con el control total del Electorado del Palatinado.
La ciudad de Heidelberg permanecería en poder de las tropas católicas hasta el 5 de marzo de 1633, cuando fue ocupada por los suecos, en 1634 tras la batalla de Nordlingen sería nuevamente tomada por las tropas imperiales.